# How Green Was My Goblin!
«How Green Was My Goblin!» (укр. Яким зеленим був мій Гоблін!) — сюжетна арка коміксів, написана Стеном Лі і проілюстована Джоном Ромітою-старшим, у серпні 1966 року.
Дана арка включає випуски The Amazing Spider-Man #39-40. Зелений гоблін дізнався, що під маскою Людини-павука знаходиться Пітер Паркер і, викравши його, спробував позбутися від нього, але перед передбачуваної смерті героя він розкривають свою таємницю особистості, і Пітер дізнається що під маскою Зеленого Гобліна був батько його кращого друга Гаррі Озборна — Норман Озборн. Також було пояснено зв'язок Озборна з професором Штроммом.

## Сюжет
Зелений гоблін хоче помститися Людині-павуку і планує розкрити його таємницю всьому світу. Тим часом, Пітер відчуває, що він чимось захворює, і відвідує доктора Бромвелла. Під час візиту доктор каже Пітеру, що тітка Мей не повинна відчувати різких потрясінь або хвилювань, інакше це може привести до летального результату. До університету прибуває Гаррі Озборн. Коли Гаррі запитує, чи все в порядку, батько сердито на нього огризається, і Гаррі починає хвилюватися.
Пітер бачить, в чому справа, і Гаррі починає ділитися з ним своїми побоюваннями з Ґвен Стейсі. Коли Людина-павук пробирається по павутині, щоб провітрити застуджену голову, він виявляє, що відбувається пограбування, і починає боротися з бандою злочинців. Чим довше він бореться, тим більше підозр у нього виникає, і врешті-решт його правота підтверджується, коли в нього потрапляє газ. Цей газ, придуманий зеленим гобліном, не дає працювати його Павучому чуттю. Коли він залишає дах будівлі, то знову переодягається в Пітера Паркера, а Гоблін непомітно спостерігає за ним.
Коли Гоблін слідує за ним додому, він говорить його ім'я в мікрофон і дізнається його справжню особистість. Гоблін стикається з Паркером на вулиці і нападає на нього. Пітер бореться, щоб тітка Мей не дізналася правду, але Гоблін незабаром збиває Пітера з ніг і обмотує його тросом зі сталевого сплаву. Поки його везуть в лігво Гобліна, Пітер намагається розплутати трос, але у нього нічого не виходить. Так як Гоблін впевнений, що знищить Людину-павука, то показує, що він не хто інший, як сам Норман Озборн.
Пітер потрапляє в пастку Нормана Озборна, який розкрив своє лиходійське альтер-его Зеленого Гобліна. Пітер заманює його в пастку, згадуючи Гаррі і граючи на його емоціях, щоб змусити його говорити. Норман розповідає, як він постійно працював, щоб забезпечити себе, і завжди приділяв роботі більше уваги, ніж синові. Він розповідає, як професор Штромм лише позичив гроші з загального рахунку, але Норман викликав поліцію, заявивши про це як про крадіжку, залишивши компанію в своїх руках. Норман розповідав, що Штромм залишив формули, і він вирішив їх вивчити. Коли він працював над однією з формул, вона вибухнула, і він потрапив до лікарні.
Це перетворення змінило його, і він задумав використовувати ресурси своєї компанії, щоб стати суперлиходієм. Тітка Мей сильно переживає через те, що Пітер не дзвонить їй, і Анна Уотсон викликає доктора Бромвелла. Тим часом Бетті Брант на вокзалі розуміє, що повинна повернутися в Нью-Йорк і зустрітися з усіма, але не знає, як це зробити. Пітер все ще працює над сталевими тросами, а Гоблін згадує про битви з Людиною-павуком, і видає їх за Перемоги. Під час сутички Гоблін дістає оглушаючі бомби, електричний батіг і, нарешті, гоблінську гармату. Коли Людина-павук завдає удару, Гоблін потрапляє в безліч проводів під напругою і хімікатів, і починається пожежа.
Людина-павук кидається до нього, не бажаючи його вбивати, але Норман не знає, де він і чому він в костюмі. Не бажаючи руйнувати свою репутацію або почуття Гаррі, він швидко переодягається в костюм, щоб поліція відвезла його в лікарню. Пітер поспішає додому, а доктор Бромвелл тільки що дав заспокійливе тітці Мей. Мей починає піклуватися про  "лихоманку" Пітера, а Гаррі відвідує батька в лікарні.

## Колекційні видання
- The Amazing Spider-Man Omnibus Vol. 2[2]